# Jezersko község
Jezersko község (szlovén nyelven Občina Jezersko) Szlovénia 212 alapfokú közigazgatási egységének, azaz községének egyike a Gorenjska statisztikai régióban. Adminisztratív központja Zgornje Jezersko város. A község a Kamnik-Savinja-Alpok távol eső Kokra-völgyében található, a Seeberg-nyereg hágótól és az osztrák Karintia határától délre.
Jezersko 1995-ben Preddvor község része lett, majd 1998-ban vált önálló községgé. Eredetileg a történelmi Karintia régióhoz tartozott, majd 2005-ben került a Gorenjska statisztikai régióba.

## A községhez tartozó települések
A községhez Zgornje Jezersko székhelyen kívül Spodnje Jezersko tartozik

## Népesség
| Lakosok száma | 672  | 665  | 660  | 635  | 640  | 634  | 618  | 627  | 635  | 645  |
|               | 2008 | 2009 | 2011 | 2012 | 2013 | 2015 | 2016 | 2017 | 2019 | 2020 |